# Salanque

Salanque in het Franse departement Pyrénées-Orientales

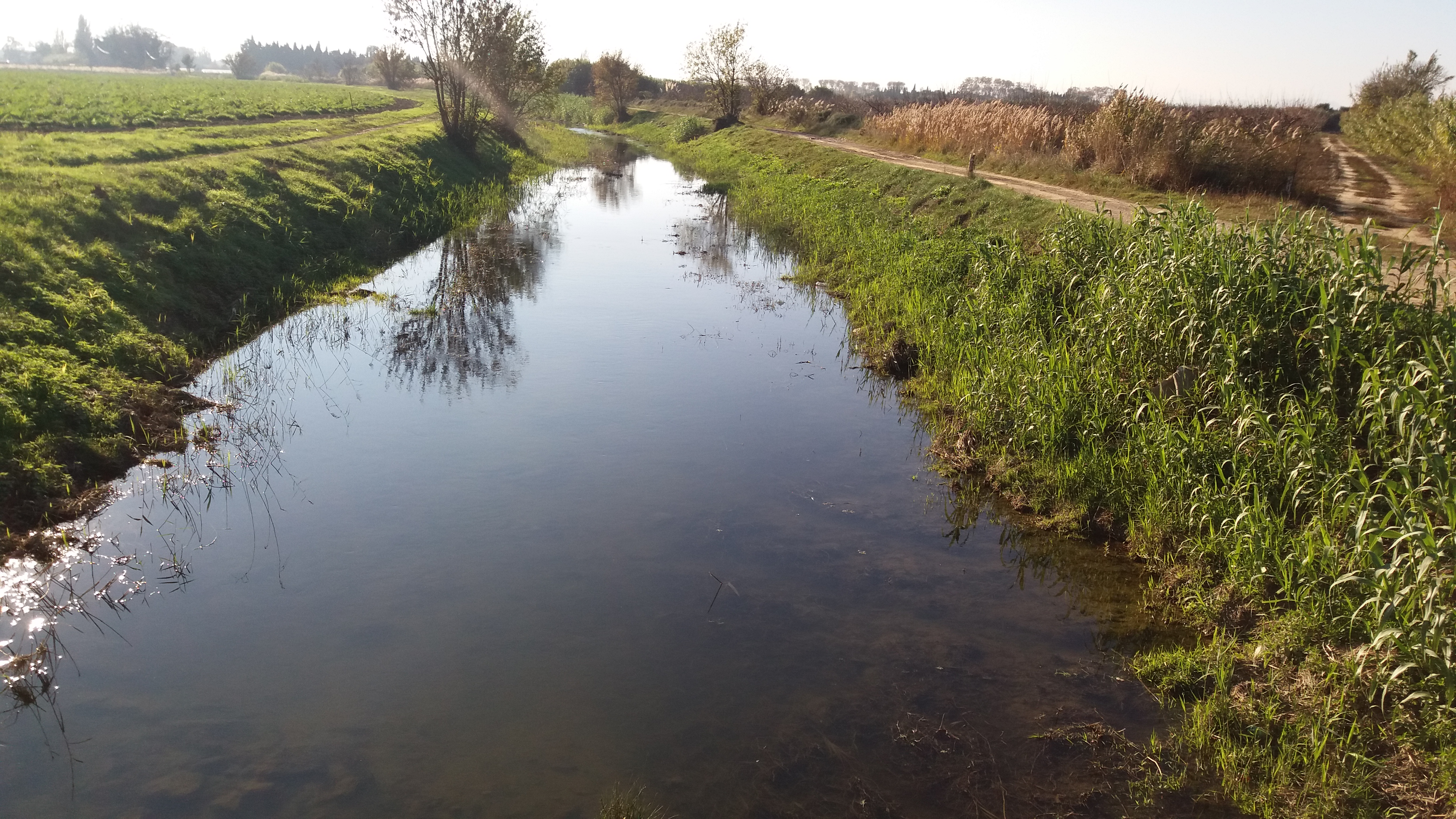
Landschap in Torreilles

Salanque (Catalaans: Salanca) is een landstreek in het Franse departement Pyrénées-Orientales.
Salanque ligt in het noorden van de vlakte van Roussillon en wordt begrensd in het oosten door de kuststrook van de Middellandse Zee, in het noorden door de heuvels van Corbières, in het westen door Fenouillèdes en in het zuiden door de rivier Têt. Het gebied is erg vlak en bestond van oudsher uit zoutmoerassen. Daarvan is de naam van de streek ook afgeleid: Sal Lanque betekent "zoute landen". Door indijking is een vruchtbare landbouwstreek ontstaan die bekend is voor haar wijnbouw (Muscat de Rivesaltes), groententeelt (uien, artisjokken) en fruitbomen (perziken, abrikozen).
In Salanque liggen geen grote steden. De gemeente Saint-Laurent-de-la-Salanque wordt meestal als het centrum van de streek beschouwd.